# Impactos da pandemia de COVID-19
Os impactos causados pelo coronavírus de 2020 ocorreram quando a pandemia de COVID-19 atingiu Hubei, China, epicentro do surto que posteriormente afetou Europa, América, África e Oceania, com 179 territórios com casos confirmados.
Dentre os impactos, estão queda da bolsa de Valores nas principais regiões afetadas, queda de consumo, quarentena, entre outros.
A epidemia coincidiu com o Ano-Novo Chinês, que marca uma grande temporada de festivais para a região e o período mais movimentado de viagens na China. Vários eventos envolvendo grandes multidões foram cancelados pelos governos nacionais e regionais, incluindo o festival anual de Ano Novo em Hong Kong. Na Itália, o governo decidiu fechar escolas e universidades até 15 de março para tentar conter o vírus e determinou que todos os principais eventos esportivos do país, sejam disputados sem a presença de público.
A nível mundial, o medo do surto resultou em pessoas optando por evitar atividades que poderiam expô-las ao risco de infecção, como sair para fazer compras. Restaurantes, revendedoras de carros e lojas têm registrado quedas na demanda mundial. Segundo a Organização para a Cooperação e Desenvolvimento Econômico (OCDE), em razão do surto, a economia global pode crescer na taxa mais baixa desde 2009. Tanto a pandemia como as medidas de contenção da mesma adotadas por governos possuem impactos psico-sociais profundos e duradouros, estando associados com ansiedade, depressão, stress, e aumento do número de suicídios.

## Económico
Como a China continental é uma grande economia e um centro de manufatura, o surto viral foi visto como uma grande ameaça desestabilizadora para a economia global. Agathe Demarais, da Economist Intelligence Unit, previu que os mercados permanecerão voláteis até que se tenha uma definição dos possíveis resultados. Alguns analistas estimaram que as consequências econômicas da epidemia no crescimento global poderiam superar as do surto de SARS.
Montadoras globais anunciaram que vão parar a produção de veículos. No Brasil, os estoques de peças e equipamentos eletrônicos vindos da China tem previsão de durar até final de fevereiro. Apesar de ainda não faltar produto no comércio, se o abastecimento não for normalizado, os preços podem subir. Levantamento da Associação Brasileira da Indústria Elétrica e Eletrônica (Abinee) apurou que 52 por cento das indústrias pesquisadas apresentam problemas no recebimento de materiais, componentes e insumos vindos da China, principalmente entre as fabricantes de produtos de Tecnologia da Informação.
De acordo com o estudo da Bain & Company, o custo do novo coronavírus pode ultrapassar 70 bilhões de dólares (500 bilhões de yuans) para a China, o que indica uma redução de até 0,5 por cento do PIB, superior à de todos os surtos anteriores. O Banco da China Internacional estima que o impacto a curto prazo nas exportações custará 30 bilhões de dólares, destaca o estudo.
No início de fevereiro de 2020, a Hyundai Motors suspendeu a atividade em todas as suas sete fábricas na Coreia do Sul, após fornecedores chineses interromperem as operações devido ao surto.
A 20 de fevereiro de 2020, o Banco Popular da China (PBoC, o BC chinês) anunciou a redução da taxa de empréstimos de um ano de 4,15 por cento em janeiro para 4,05 em fevereiro.
Na China, a venda de automóveis novos decresceu 92 por cento durante as primeiras duas semanas de fevereiro. Segundo fontes da Automative News, os decisores políticos chineses têm estado a discutir o prolongamento de subsídios para a aquisição de veículos elétricos, com o intuito de aumentar o volume de vendas de veículos.
Durante o surto, os mercados bolsistas perderam a nível mundial cinco biliões de dólares.
No dia 2 de março, foi divulgado o último relatório Focus do Banco Central. Os economistas consultados acreditam que o Produto Interno Bruto (PIB) brasileiro crescerá 2,17 por cento em 2020, ante 2,20 por cento na semana anterior. As repercussões sobre os impactos do novo coronavírus têm pesado nas projeções do crescimento da economia brasileira. A pandemia ocorre em um momento em que o país ainda sente os efeitos da recessão de 2015/2016, o que, segundo estimativas, atrasará ainda mais a volta do Produto Interno Bruto (PIB) ao nível pré-crise.
Em 10 de março de 2020, a British Airways cancelou todos os seus voos para a Itália, após o país anunciar medidas de quarentena devido ao surto.
Em 22 de maio de 2020, a multinacional Hertz (aluguel de automóveis) com mais de um século de existência, entrou com pedido de falência depois que seus negócios desapareceram durante a pandemia do novo coronavírus.

### Consumo
Em fevereiro de 2020, em meio à crise provocada pelo surto do novo coronavírus, a população de Hong Kong tem formado longas filas para comprar alimentos e demais produtos básicos, como rolos de papel higiênico, em um fenômeno batizado pela imprensa internacional de "consumismo de pânico". Diante disto, políticas de racionamento, como a imposição de um limite máximo de dois itens por cliente, têm sido implementado por algumas redes de supermercados da região.
Segundo a Organização das Nações Unidas (ONU), os pacientes com HIV na China correm o risco de ficar sem medicamentos que salvam vidas, em razão das quarentenas e bloqueios destinados a conter o surto de doença por coronavírus. Segundo a ONU, pode haver dificuldades em reabastecer os estoques de medicamentos vitais.
Em 28 de fevereiro de 2020, a Amazon pediu aos funcionários que só viajassem se for essencial. "Estamos pedindo aos funcionários que adiem viagens não essenciais durante esse período", confirmou a empresa em comunicado à CNN.

## Turístico

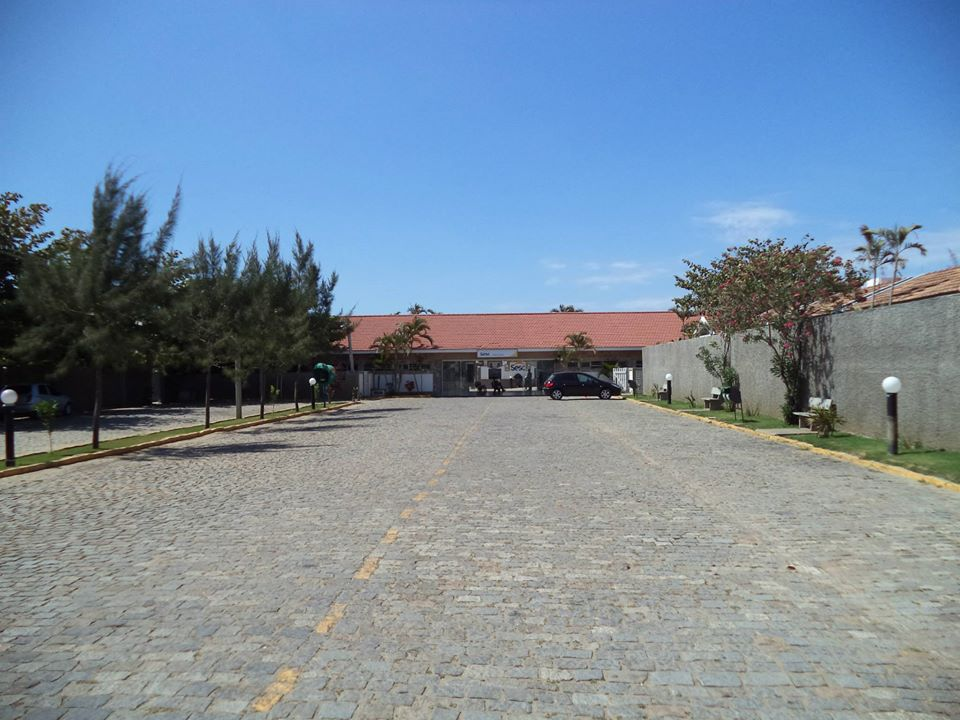
A filial do SESC em Grussaí, São João da Barra, Brasil, teve que encerrar as atividades devido à crise financeira causada pela pandemia.

O Sudeste Asiático é um dos lugares mais afetados em relação ao turismo. O balneário de Pattaya, um dos destinos favoritos dos chineses na Tailândia, geralmente repleto de visitantes, ficou vazio durante o surto. Nos famosos templos de Angkor, no Camboja, a venda de ingressos caiu cerca de trinta por cento, segundo dados do Ministério do Turismo. A mesma situação vive o Vietnã, onde 13 mil reservas de hotel foram canceladas em Hanói. Além disso, as visitas à Baía de Ha Long despencaram mais de 60 por cento. Desde o fim de janeiro, a China colocou em quarentena cerca de 56 milhões de habitantes e proibiu a toda a população viagens organizadas para o exterior.
O governo italiano cancelou os dois últimos dias do carnaval de Veneza para tentar conter o avanço da epidemia de coronavírus. No dia 23 de fevereiro, o chefe da região do Vêneto, Luca Zaia, informou que as festas serão suspensas a partir do dia seguinte.
Em Roma, cerca de 90 por cento das reservas hoteleiras foram canceladas devido ao surto.
Em 10 de março, o promotor Goldenvoice anunciou que os festivais de música Coachella e Stagecoach foram adiados para outubro devido à ameaça de novos coronavírus.

### Navios de cruzeiro
Diversos navios de cruzeiro fora afetados pelo novo coronavírus. Dentre eles, os navios Costa Serena, Diamon Princess, World Dream, MS Westerdam. e Grand Princess.

### Companhias áreas
Somente as companhias aéreas podem perder 113 bilhões de dólares em vendas se o vírus continuar se espalhando, segundo a Associação Internacional de Transporte Aéreo.
Em 5 de março, a companhia área britânica Flybe anunciou sua falência. O processo de colapso da empresa se acelerou com a forte queda da demanda por viagens em função da disseminação da COVID-19.
Em 9 março, no Brasil, as ações das principais companhias aéreas registraram forte queda devido ao temor com o coronavírus e a alta do dólar. A LATAM cancelou temporariamente os voos para Milão, na Itália.

## Esporte
Em 18 de fevereiro de 2020, a China retirou-se dos playoffs da Copa Davis na Romênia em razão do time de tênis masculino não poder viajar devido ao surto de coronavírus. O anúncio foi da Federação Internacional de Tênis (ITF) no Twitter.
Em 20 de fevereiro de 2020, foi anunciado o cancelamento do torneio de ténis feminino "2020 Xi’an Open" devido ao surto. Este torneio iria ser disputado na cidade chinesa de Xi'an entre 13 e 19 de abril.
O campeonato mundial de tênis de mesa que iria ocorrer em março na Coreia do Sul foi cancelado por temor ao novo coronavírus.
No dia 15 de março de 2020, a Confederação Brasileira de Futebol (CBF) suspendeu todos os torneios nacionais de futebol por tempo indeterminado, com a medida começando a valer já na segunda-feira, 16 de março.
No dia 24 de março de 2020, é confirmado o adiamento das Olimpíadas de Tóquio para 2021, se tornando a primeira edição na história dos Jogos Olímpicos a ocorrer num ano ímpar e também a quarta a ser cancelada na era moderna. A ideia foi apresentada pelo primeiro ministro japonês, Shinzo Abe e foi acatada pelo presidente do COI, Thomas Bach em uma videoconferência.

## Ambiental
O surto de COVID-19 tem levado a uma menor demanda por produtos energéticos e matérias-primas, tais como: petróleo, combustível de aviação, gás natural liquefeito, minério de ferro, cobre.
A diminuição da demanda de matéria-prima e produtos refinados associada à diminuição da atividade industrial levou à redução da poluição emitida na China.
A poluição na China diminui 25 por cento devido ao surto de COVID-19.

## Religião

### Igreja Católica

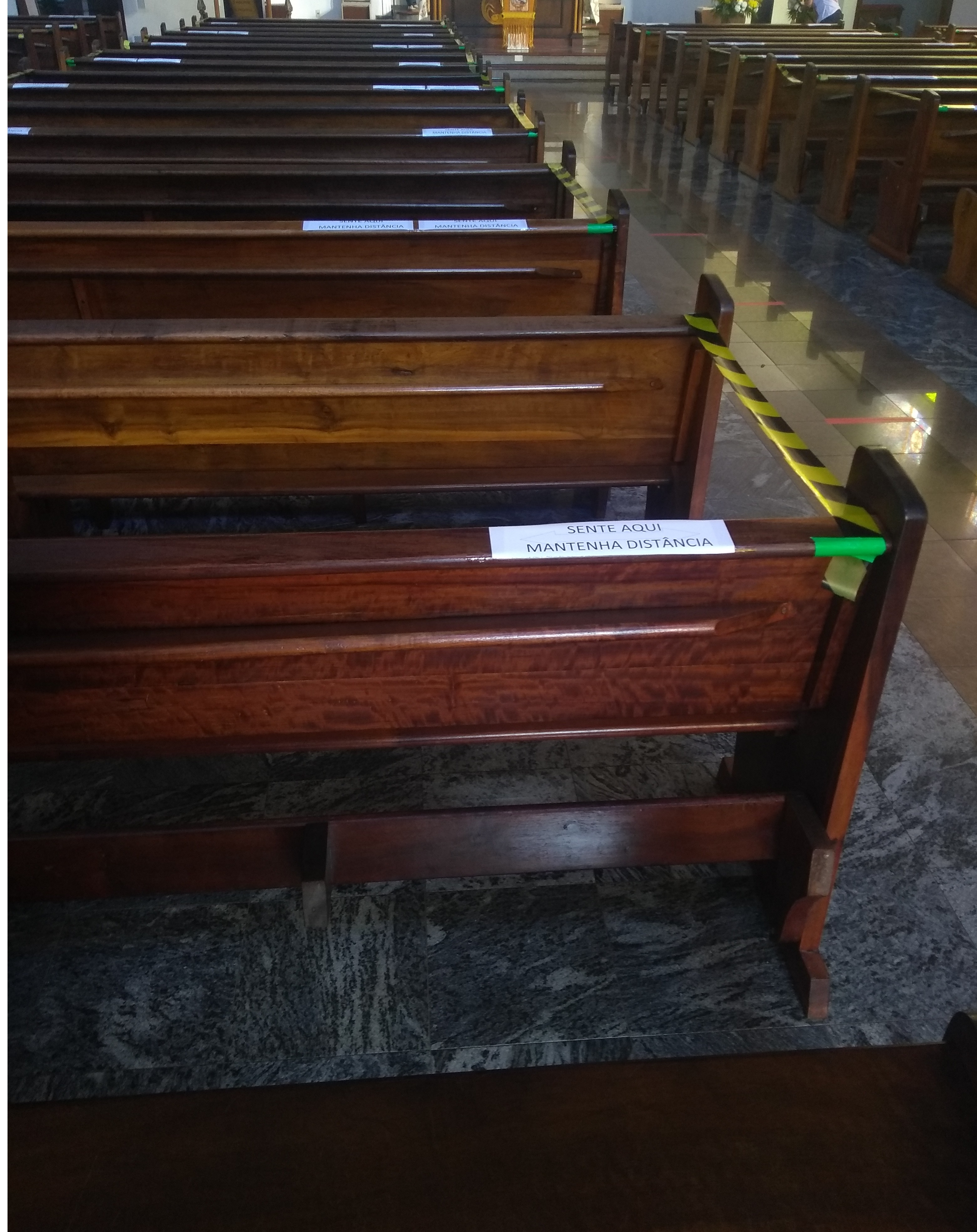
Paróquia Santo Antônio em Mogi Guaçu, Brasil, com bancos lacrados para se manter o distanciamento social, durante a pandemia de COVID-19.

No mundo todo, muitas igrejas suspenderam a presença dos fiéis em suas missas, e tiveram de recorrer a serviços virtuais de transmissão das celebrações, como via live streaming ou outros meios, com televisão e rádio. O Vaticano anunciou que as celebrações da Semana Santa em Roma, que ocorrem ao fim do período penitencial cristão da Quaresma, seriam canceladas, sendo a mesma atitude seguida por diversas dioceses do mundo todo. A Diocese de Roma fechou suas igrejas e capelas, a Praça de São Pedro ficou vazia de fiéis, enquanto outras dioceses, embora tenham cancelado as missas, mantiveram suas igrejas abertas para oração. Devido à interrupção de diversas atividades religiosas católicas (se não sua totalidade), o Papa Francisco incentivou muito a oração do santo terço.
Em 27 de março, o Papa Francisco concedeu a bênção apostólica Urbi et Orbi, normalmente reservada para o Natal e a Páscoa. A bênção ocorreu na Praça de São Pedro vazia após uma oração pela saúde de todo o mundo. Para a oração, o Pontífice utilizou o crucifixo de San Marcello al Corso que havia sido levado em procissão pelas ruas de Roma durante a cura milagrosa da peste negra, em 1522. O dia da celebração religiosa foi o pico de mortes diárias por coronavírus em território italiano, com registro de 969 óbitos. No dia seguinte, o número foi para 889, depois para 756. Houve dias com um registro maior que o dia anterior. Os números, porém, não superaram mais o registrado em 27 de março.

## Saúde mental
Tanto a pandemia como as medidas de contenção adotadas por governos, como quarentenas e distanciamento social, possuem impactos psicossociais profundos e duradouros, podendo perdurar por meses ou anos, e podendo inclusive ver seu pico após o fim da pandemia em si. Tais impactos incluem mas não se limitam a aumento nos níveis de ansiedade, depressão, stress, e aumento do número de suicídios da população em geral especialmente a mais jovem. O medo de contágio e o isolamento social são alguns dos fatores estressantes resultantes da pandemia e das medidas de controle impostas por autoridades que podem contribuir para uma piora no quadro de saúde mental da população. Indivíduos com condições de saúde mental preexistentes podem ver um agravamento dessas, em especial aqueles sofrendo de ansiedade, depressão, e transtorno compulsivo-obssessivo. Profissionais da saúde, em especial aqueles trabalhando na linha de frente, desempregados e estudantes, em especial os universitários de graduação, são alguns grupos particularmente afetados.